# Консольный стеллаж

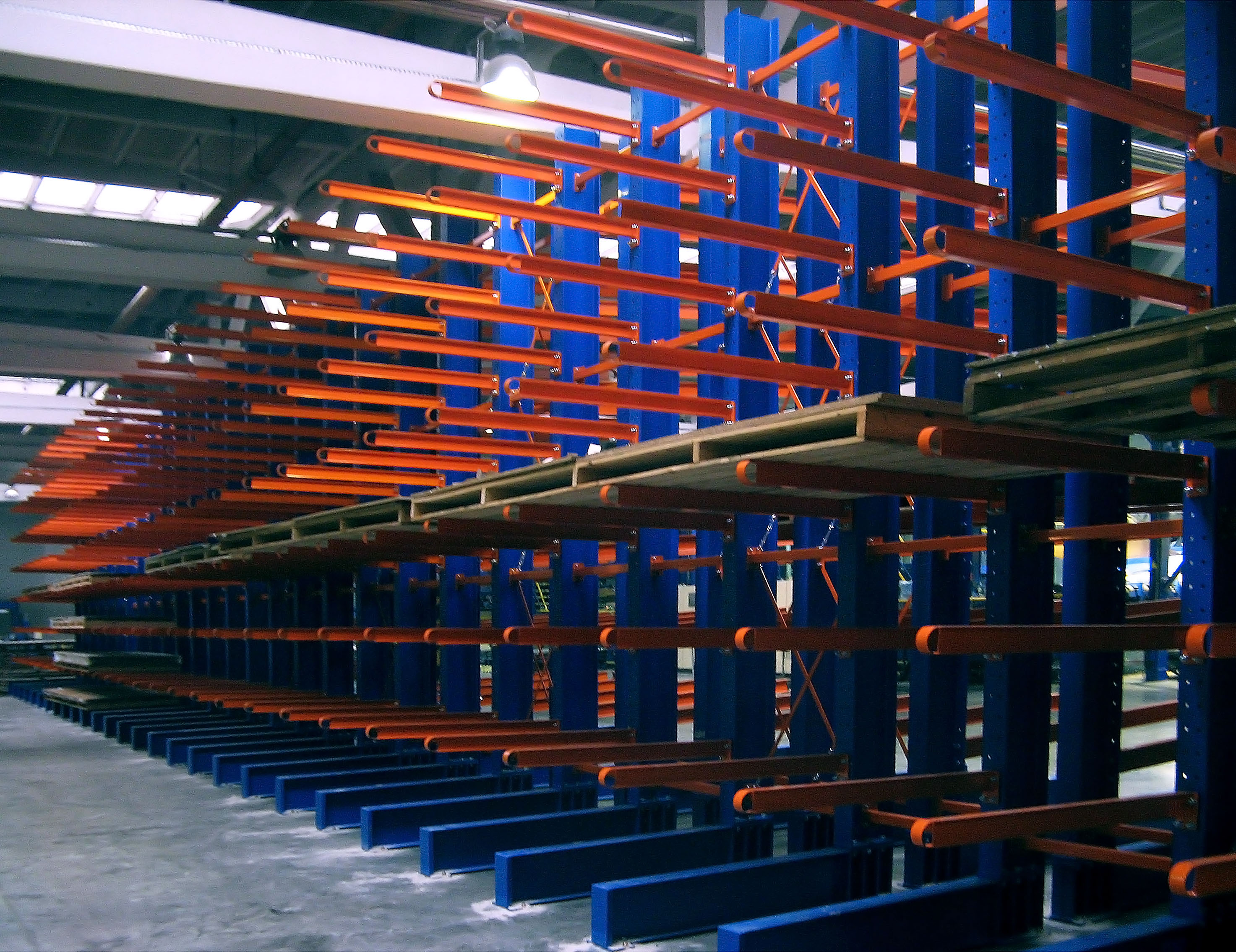
Односторонняя консоль

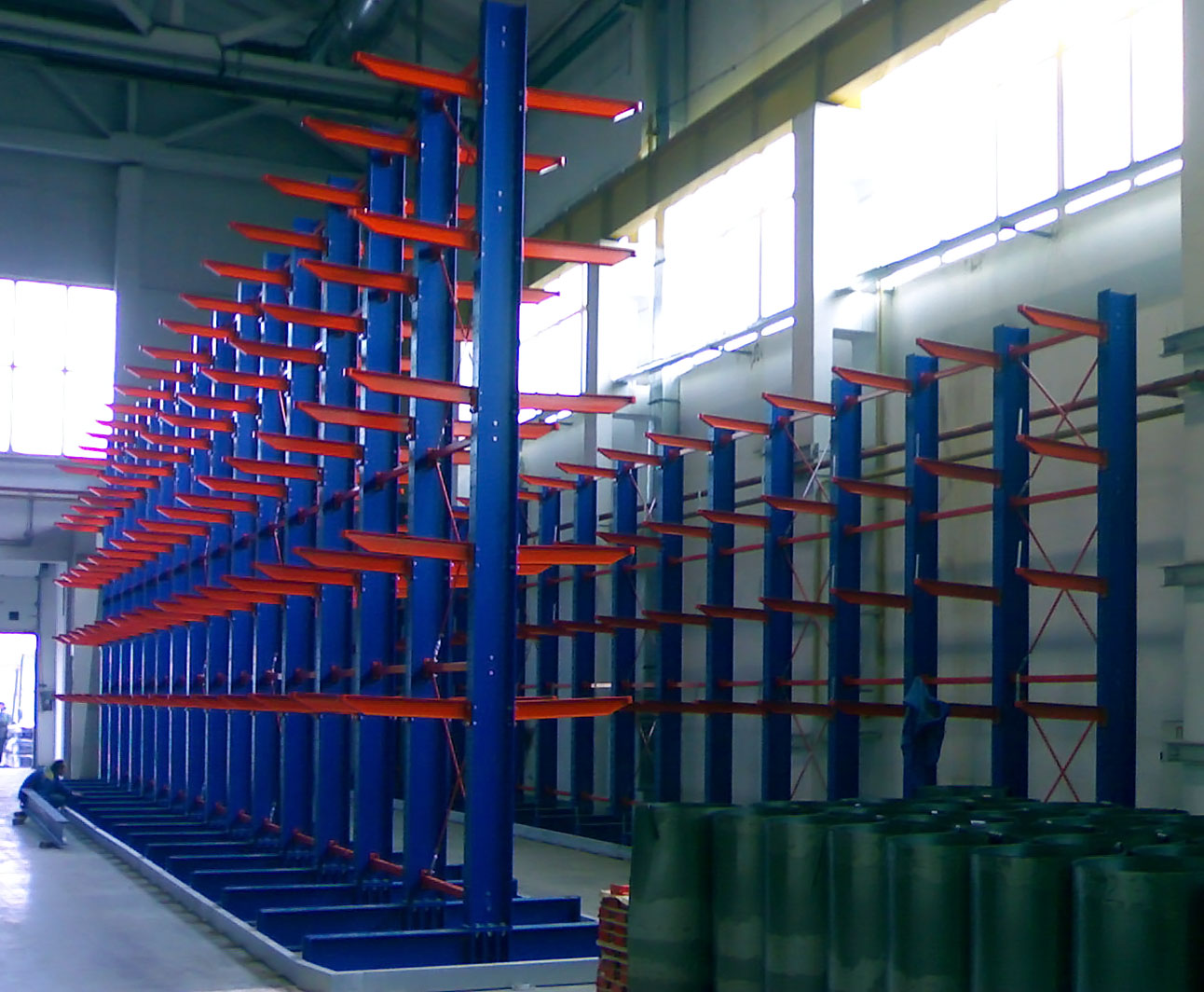
Двусторонняя консоль

Консольный стеллаж — это металлическая конструкция, которая используется для складирования длинномерных, крупногабаритных и нестандартных грузов на специальных горизонтальных консолях.
	Главным преимуществом консольных стеллажей является уникальность и в то же время простота конструкции. Они широко используются на оптовых складах, в производственных помещениях, металлобазах, хранилищах, мастерских, строительных супермаркетах и хозяйственных магазинах. Сфера применения постоянно расширяется, поскольку консольные стеллажи обладают безусловными преимуществами перед другими конструкциями при складировании длинномерных грузов (лесопильные материалы, трубы, профили, ДСП, металлопрокат, бытовая техника и многое другое.) Для эффективного использования объема производственных и складских помещений изготавливают консольные стеллажи двух видов: односторонние (с опорными Г-образными стойками) и двусторонние (с опорными Т-образными стойками). Односторонние консольные стеллажи предназначены для монтажа вплотную к стене и выдерживают значительные нагрузки. Двусторонние стеллажи обслуживаются с обеих сторон. Они обладают большей устойчивостью, поскольку нагрузка равномерно распределяется на обе стороны.
	Консольный стеллаж собирается из отдельных элементов и набирается в одну линию любой длины, с любым количеством секций. Основные элементы консольного стеллажа: горизонтальные несущие консольные системы, вертикальные опорные стойки, соединители и системы связей. В ряде случаев консольные стеллажи оборудуются дополнительными ограничителями и упорами для предотвращения падения груза со стеллажа. Также существует возможность оборудования стеллажей настилами, что позволяет использовать их в качестве полочных для складирования любых грузов. В отличие от полочного или паллетного, в консольном стеллажи отсутствуют фронтальные стойки, а погрузка и разгрузка осуществляются вилчатым погрузчиком. Фронтальная загрузка-разгрузка предоставляет прямой доступ к каждой грузовой ячейки, повышая производительность складских операций. Универсальность стеллажей данного типа делает их идеальными для любой эксплуатации.